# Voltamperometría de pulso diferencial
La voltamperometría de pulso diferencial (DPV) (también polarografía de pulso diferencial, DPP) es un método de voltamperometría utilizado para realizar mediciones electroquímicas y un derivado de la voltamperometría de barrido lineal o voltamperometría escalonada, con una serie de pulsos de voltaje regulares superpuestos al barrido lineal o escalonado de potencial. La corriente se mide inmediatamente antes de cada cambio de potencial y la diferencia de corriente se representa en función del potencial. Al muestrear la corriente justo antes de que cambie el potencial, se puede disminuir el efecto de la corriente de carga.
Por el contrario, en la voltamperometría de pulso normal, la corriente resultante de una serie de pulsos de potencial cada vez más grandes se compara con la corriente a un voltaje de "línea de base" constante. Otro tipo de voltamperometría de pulso es la voltamperometría de onda cuadrada, que se puede considerar un tipo especial de voltamperometría de pulso diferencial en la que se gasta el mismo tiempo en la rampa de potencial de la línea base y el potencial del pulso superpuesto.

## Celda electroquímica
El sistema de esta medida suele ser el mismo que el de la voltamperometría estándar. El potencial entre el electrodo de trabajo y el electrodo de referencia cambia como un pulso desde un potencial inicial a un potencial intermedio y permanece en el potencial intermedio durante aproximadamente 5 a 100 milisegundos; luego cambia al potencial final, que es diferente del potencial inicial. El pulso se repite, cambiando el potencial final, y se mantiene una diferencia constante entre el potencial inicial y el intermedio. Se muestrea el valor de la corriente entre el electrodo de trabajo y el electrodo auxiliar antes y después del pulso y sus diferencias se representan frente al potencial.

## Usos
Estas medidas se pueden utilizar para estudiar las propiedades redox de concentraciones extremadamente bajas de productos químicos debido a las siguientes dos características: 1) en estas medidas, el efecto de la corriente de carga se puede minimizar, por lo que se logra una alta sensibilidad y 2) solo la corriente faradaica se extrae, por lo que se pueden analizar con mayor precisión las reacciones en los electrodos.

## Características
La voltamperometría de pulso diferencial tiene estas características: 1) las reacciones reversibles tienen picos simétricos y las reacciones irreversibles tienen picos asimétricos, 2) el potencial de pico es igual a E1/2r-ΔE en reacciones reversibles y la corriente de pico es proporcional a la concentración, 3) El límite de detección es de unos 10−8 M. 